# Сутайо
Сута́йо, сута́и — небольшое алгонкиноязычное индейское племя Великих Равнин в США. Значение слова сутайо утеряно, по самой распространённой версии оно означает «Люди, оставшиеся позади».

## История
В начале XVIII века проживали в восточной части современного штата Южная Дакота, вблизи реки Джеймс. Около 1730 г., в процессе постепенной миграции на запад, присоединились к родственными им в языковом и культурном отношении шайеннам. Группу сутайо на берегу Миссури встретили Льюис и Кларк и дали им название стайтан. К середине XIX века сутайо почти полностью ассимилировались более многочисленными шайеннами.
Сегодня большинство потомков сутайо живёт в Монтане, в резервации северных шайеннов. Язык сутайо относился к алгонкинской языковой семье и был близок шайеннскому.